# Bonrepos-Riquet
Bonrepos-Riquet település Franciaországban, Haute-Garonne megyében. Lakosainak száma 295 fő (2022. január 1.). Bonrepos-Riquet Saint-Jean-Lherm, Gragnague, Saint-Marcel-Paulel és Verfeil községekkel határos.

## Népesség
A település népességének változása:
| Lakosok száma | 153  | 158  | 247  | 219  | 242  | 285  | 293  | 291  | 289  | 295  |
|               | 1968 | 1982 | 1999 | 2006 | 2011 | 2015 | 2017 | 2018 | 2020 | 2022 |